# 科莱迪马奇内
科莱迪马奇内是意大利阿布鲁佐大区基耶蒂省的一个镇。